# Escut de Malla
L'escut oficial de Malla té el següent blasonament:
Escut caironat: losanjat d'or i de sable; la filiera de gules. Per timbre, una corona mural de poble.

## Història
Va ser aprovat el 12 de gener de 1994 i publicat al DOGC el 24 del mateix mes amb el número 1850.
El losanjat d'or i de sable són les armes dels Malla, senyors del castell del poble, que es remunta al segle xi. La bordura de gules és un tret distintiu, per diferenciar aquest escut del de Tagamanent.